# Wouter Toledo
 (signalé en mai 2025).
Si vous disposez d'ouvrages ou d'articles de référence ou si vous connaissez des sites web de qualité traitant du thème abordé ici, merci de compléter l'article en donnant les références utiles à sa vérifiabilité et en les liant à la section « Notes et références ».
- Archive Wikiwix
- Bing
- Cairn
- DuckDuckGo
- E. Universalis
- Gallica
- Google
- G. Books
- G. News
- G. Scholar
- Persée
- Qwant
- (zh) Baidu
- (ru) Yandex
- (wd) trouver des œuvres sur Wikidata

Pour les articles homonymes, voir Toledo.
Wouter Maria Toledo, né le 17 mai 1944 à La Haye et mort le 21 juillet 2018, est un patineur artistique néerlandais, septuple champion des Pays-Bas entre 1958 et 1964.

## Biographie

### Carrière sportive
Wouter Toledo est septuple champion des Pays-Bas entre 1958 et 1964.
Il représente son pays à six championnats européens (1958 à Bratislava, 1959 à Davos, 1961 à Berlin-Ouest, 1962 à Genève,1963 à Budapest et 1964 à Grenoble), deux mondiaux (1963 à Cortina d'Ampezzo et 1964 à Dortmund), et aux Jeux olympiques d'hiver de 1964 à Innsbruck.
Il arrête sa carrière sportive après les mondiaux de 1964.

## Palmarès
| Compétitions principales                                                                                                 | 1958 | 1959 | 1960 | 1961 | 1962 | 1963 | 1964 |
| Jeux olympiques d'hiver                                                                                                  |      |      |      |      |      |      | F    |
| Championnats du monde |      |      |      | CA   |      | 19e  | 19e  |
| Championnats d’Europe | 18e  | 17e  |      | 12e  | 20e  | 14e  | 14e  |
| Championnats des Pays-Bas                                                                                                | 1er  | 1er  | 1er  | 1er  | 1er  | 1er  | 1er  |
| Légende : F = Forfait ; CA = Championnats du monde de 1961 annulés à cause de la catastrophe aérienne du vol 548 Sabena. |      |      |      |      |      |      |      |